# Gurania spruceana
Gurania spruceana är en gurkväxtart som beskrevs av Célestin Alfred Cogniaux. Gurania spruceana ingår i släktet Gurania och familjen gurkväxter. Inga underarter finns listade i Catalogue of Life.